# Józef Rostafiński

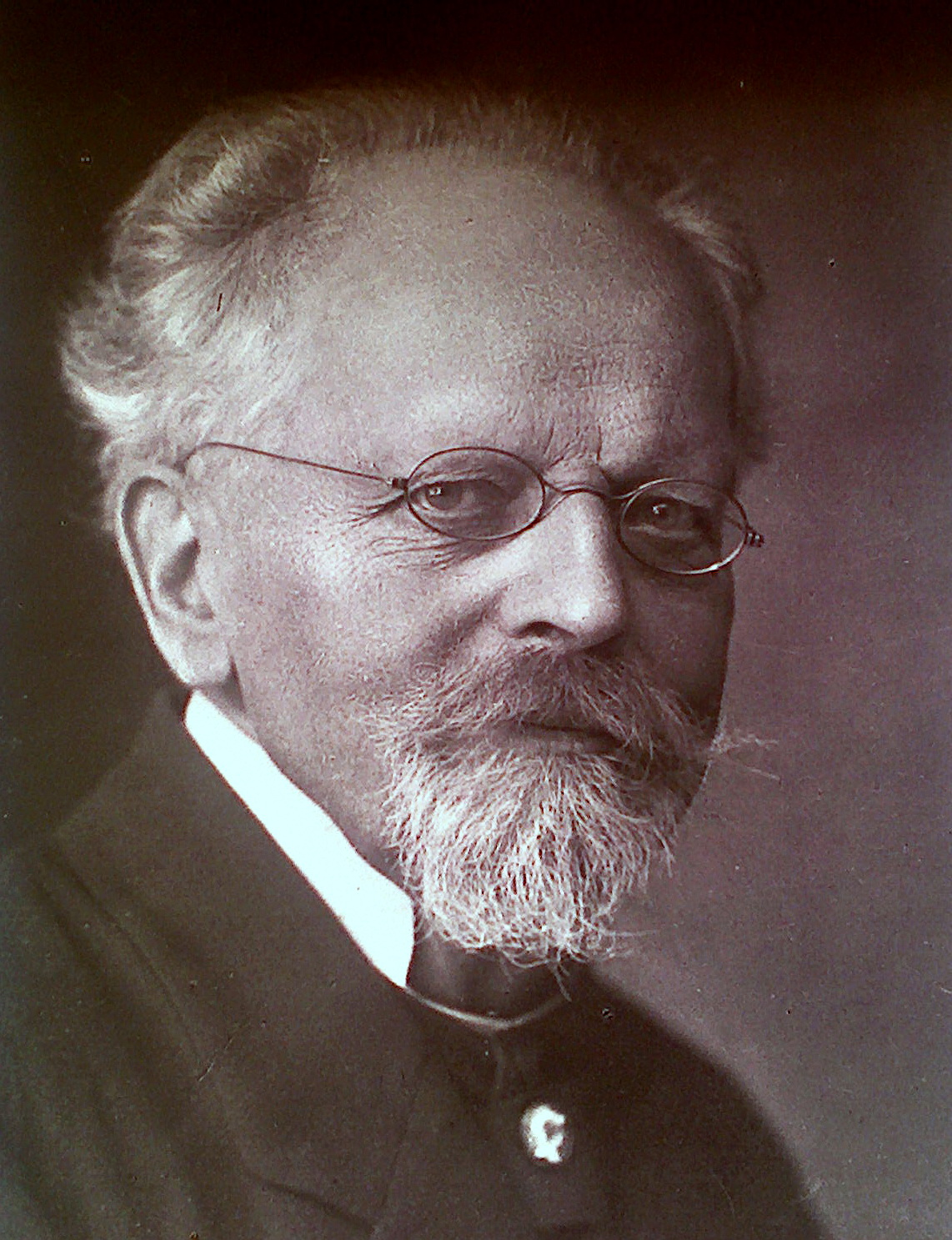
Józef Rostafiński

Józef Rostafiński (* 14. August 1850 in Warschau; † 5. Mai 1928 in Krakau; vollständiger Name Józef Tomasz Rostafiński, in manchen Veröffentlichungen auch Joseph Thomas von Rostafinski genannt) war ein polnischer Botaniker, Professor an der Jagiellonen-Universität in Krakau, Mitglied der Polska Akademia Umiejętności und Pionier der polnischen Floristik.
Sein botanisches Autorenkürzel lautet „Rostaf.“

## Leben
Er studierte 1866–1869 Naturwissenschaften an der Szkoła Główna in Warschau. Danach studierte er in Jena (bei Eduard Strasburger), Halle (bei Heinrich Anton de Bary) und in Straßburg (bei de Bary und Hermann Graf zu Solms-Laubauch). 1872 verfasste er ein Werk über die in Polen vorkommenden Samenpflanzen. Ab 1877 war er korrespondierendes Mitglied und ab 1887 ordentliches Mitglied der 1872 gegründeten Akademie der Wissenschaften in Krakau. In den Jahren 1920–1923 war er Dekan der Mathematisch-Naturwissenschaftlichen Fakultät der Universität Krakau, in den Jahren 1890 bis 1907 Sekretär derselben, und seit 1873 assoziiertes und seit 1877 Vollmitglied der Physiographischen Kommission der Akademie sowie Extraordinarius. 1881 wurde er in Krakau Ordinarius und im selben Jahr Direktor des Botanischen Gartens, für den er umfangreiche Renovierungen und Erweiterungen veranlasste. Unter seiner Leitung wurde die 1880 abgebrannte Druckerei der Universität wiedererrichtet.
Von 1874 bis 1876 veröffentlichte er, als Assistent Anton de Barys, bei dem er 1873 in Straßburg bereits mit einer Arbeit über die Systematik der Schleimpilze (Versuch eines Systems der Mycetozoen) promoviert worden war, mit Śluzowce (erschienen in Paris) die erste umfangreiche Monographie zur Gruppe der Myxogastria. Er habilitierte sich dann 1875 ebenfalls in Straßburg. 1874 war er von der Belgischen Akademie für seine Taxonomie der Laminariaceen (eine Braunalgen-Familie) mit der Goldmedaille geehrt worden. Weitgehend unbeachtet blieb in Westeuropa seine 1877 publizierte, am Blasentang erfolgte Beschreibung der Merogonie. 1886 erstellte er ein umfangreiches Verzeichnis der im Königreich Polen anzutreffenden Gefäßsporenpflanzen. Eines seiner Bücher, ein Leitfaden für die Wildpflanzen-Bestimmung in Polen – Przewodnik do oznaczania roślin w Polsce dziko rosnących, erlebte zwischen 1886 und 1979 21 Auflagen.
Auch mit medizinhistorischen Themen beschäftigte Rostafiński sich. So schrieb er über die Medizin an der Jagiellonischen Universität im 15. Jahrhundert und publizierte 1900 ein zweibändiges Werk, das im polnischen naturkundlichen Schrifttum erwähnte pflanzliche, tierische und mineralische Heilmittel vom 12. bis 16. Jahrhundert behandelt. Im selben Jahr veröffentlichte er auch zwei weitere grundlegende Abhandlungen zum botanischen Wortschatz Polens. 1918 zeigte er in einer Veröffentlichung den polnischen Beitrag zur Entwicklung von Botanik und Zoologie auf.
Józef Rostafiński war der Großvater des Widerstandskämpfers und Mitglieds der Armia Krajowa Wojciech Rostafiński.